# The Reunion
The Reunion je album v živo nizozemske skupine Ekseption. Album je bil posnet ob še eni ponovni obuditvi skupine, 25. in 26. novembra 1993 v Nürnbergu.
Leta 2003 je bil album ponovno izdan, tokrat pod imenom Live in Germany.

## Seznam skladb
| Št. | Naslov                                                                         | Dolžina |
| --- | ------------------------------------------------------------------------------ | ------- |
| 1.  | „Toccata and Fuga in D-minor‟ (J. S. Bach)                                     | 5:23    |
| 2.  | „Your Home‟ (R. v. d. Broek, R. v. d. Linden)                                  | 4:51    |
| 3.  | „Peace Planet - Badinerie from Suite for orchestra Nr. 2 B-minor‟ (J. S. Bach) | 3:44    |
| 4.  | „Concerto‟ (P. I. Čajkovski)                                                   | 4:01    |
| 5.  | „Haydn - Trumpet Concert in B-flat‟ (J. Haydn)                                 | 3:15    |
| 6.  | „Air - Aria for G-string‟ (J. S. Bach)                                         | 3:56    |
| 7.  | „Rhapsody in Blue‟ (G. Gershwin)                                               | 4:54    |
| 8.  | „Thoughts‟ (R. v. d. Broek, R. v. d. Linden)                                   | 4:00    |
| 9.  | „Summertime‟ (G. Gershwin)                                                     | 2:50    |
| 10. | „For Example‟ (K. Emerson, R. v. d. Broek, R. v. d. Linden)                    | 9:43    |
| 11. | „The Fifth‟ (L. v. Beethoven)                                                  | 3:10    |
| 12. | „Italian Concerto‟ (J. S. Bach)                                                | 4:04    |
| 13. | „Sabredance‟ (A. I. Hačaturjan)                                                | 3:35    |
| 14. | „My Pianoman‟ (J. S. Bach)                                                     | 3:03    |

## Zasedba
Ekseption
- Max Werner – bobni
- Frans Muys van de Moer – bas kitara
- Dick Remmelink – saksofon
- Rick van der Linden – klaviature
- Rein van den Broek – trobenta, rog